# Surfers Paradise Street Circuit
A Surfers Paradise Street Circuit egy ideiglenes utcai pálya Surfers Paradiseban, délkelet Queenslandben, Ausztráliában. A Ron Dickson által tervezett, kihívást jelentő 4,47 kilométer hosszú pályán több gyors szakasz és négy sikán is található.
A pályán korábban már rendeztek IndyCar versenyt, jelenleg a V8 Supercars bajnokságnak ad otthont.

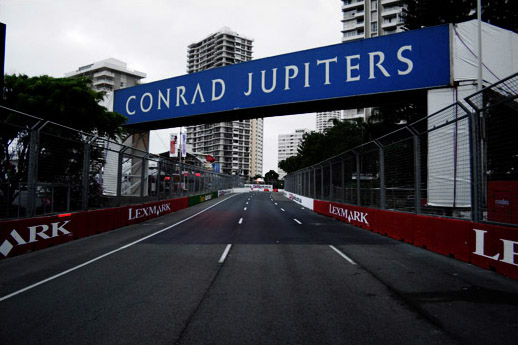
A pálya egyik egyenese